# Комодор
Комодор (енгл. Commodore, кин: 代将, рус. Коммодор) је војни чин официра ратне морнарице и речне флотиле он је уједно и најнижи адмиралски чин. У поређењу са чиновима копнене војске или РВ и ПВО је еквивалентан чину бригадног генерала, док је у Полицији Србије еквивалентан чину генерала полиције.

## Етимологија
Порекло назива комодор је из француског језика где је као чин представљао навиши ранг витештва у средњем веку. Као чин уведен у Холандији у XVIII веку. Касније многе армије га уводе као регуларан чин. Чин комодор је виши од капетана бојног брода а нижи од контра адмирала.

## Изглед еполете
Изглед еполете комодора Војске Србије задржан је из периода ЈНА, ВЈ и ВСЦГ. У том периоду означавао је адмиралски чин контраадмирала. Еполета је оивичена украсном испреплетаном златном опшивком, док се у еполети налазе два златна свежња пшеничног класја на којима се налази златно сидро изнад њих је једна златна розета.
У ренијем периоду постојања ЈНА до 1992. године уместо једне розете била је једна златна петокрака звезда која је симболизовала социјализам као и у већини армија социјалистичких држава. Након 1992. године у Војсци Југославије/Војсци Србије и Црне Горе задржан је постојећи изглед са једном златном петокраком звездом зато што је СР Југославија/Србија и Црна Гора била држава-континуитета СФР Југославије. Формирањем Војске Србије од 2006. године једна златна розета замењује постојећу једну златну петокраку звезду.

## Галерија
- Еполета комодора ВС (2006)